# 新儒家
新儒家（英語：New Confucianism），又稱當代新儒家或現代新儒家，為現代儒家學派，起源於20世紀初的中華民國早期，在第二次國共內戰之後活動於臺灣、香港、美國等地。中華人民共和國於1978年推行改革開放之後，當代新儒家在中國大陸也重新發展。

## 背景和概況
當代新儒家指民國新文化運動以來全盤西化的思潮在中國的影響力擴大，一批學者堅信中國傳統文化對中國仍有價值，認為中國本土固有的儒家文化和人文思想存在永恒的價值，謀求发展中國文化和社會現代化的一個學術思想流派。
1921年學衡社的成立及1922年學衡雜誌的創刊，以純學術的形式融化新知昌明中國文化的精粹，同時也引發了新儒家哲學思辨的興起。新儒家之所以「新」，如方東美所說：“返宗儒家，融合中西哲學，以建立新儒學”。牟宗三說：「凡是願意以平正的心懷，承認人類理性的價值，以抵抗一切非理性的東西（包括哲學思想、觀念系統、主義學說、政經活動......），他就是儒家，就是新儒家。」
當代新儒家的共通點是一方面致力對儒、道、釋三家作出新的詮釋及應用，另一方面把西方哲學思想融會在中國傳統智慧之內，從而肯定中國傳統哲學也可發展出民主與科學等現代思想，嘗試完成中西哲學會通的工作，故與单純肯定傳統的保守的國粹學派，即以康有為為首的孔教運動的路線有顯著分別。
更正統的新儒家則認為並不需要以其他文化學說體系的角度來變通儒家，而是從儒家本身的體系及其包含的普適性道理出發發展新時代的儒學。同時，各个文化體系也可從其他文化體系中吸取有益適補的成分。
1949年前後，包括新儒家學者唐君毅等儒者均因時勢動蕩而居於香港，並在香港設立新亞書院，對香港中文大學的成立作出不少貢獻，並被視為宋代書院文化的延續。
1958年1月，由唐君毅起草，經張君勱、牟宗三、徐復觀修改的《為中國文化敬告世界人士宣言》以四人名義聯署發表於《民主評論》，學術界通稱之為「當代新儒家」宣言。
1983年，北京大学汤一介教授与业师萧萐父教授联手筹划编辑出版《熊十力论著集》。1984年，冯友兰、张岱年、朱伯崑、汤一介等先生共同发起，联合北京、港台与海外数十位教授，建立民间学术团体——中国文化书院，由汤先生主其事，邀请梁漱溟、冯友兰、张岱年诸前辈和美国杜维明、成中英等学者公开讲学，举办了梁漱溟、冯友兰思想国际学术会议。
據台灣東海大學榮譽教授蔡仁厚在2005年6月1日在香港《成報》發表的「當代新儒家的學術貢獻」，可分為以下五點。一是表述心性義理，使三教智慧系統煥然復明於世。二是發揮外王大義，解答中國文化中政道與事功的問題。三是疏導中國哲學，暢通中國哲學史演進發展的關節。四是消納西方哲學，譯註三大批判融攝康德哲學。五是會通中西哲學，疏導中西哲學會通的道路。

## 代表人物

### 代际划分
當代新儒家可分為三代：
- 第一代是1921年至1949年，代表哲學家為熊十力、梁漱溟、馬一浮、張君劢、馮友蘭
- 第二代是1950年至1979年，代表哲學家為方東美、唐君毅、牟宗三、徐復觀
- 第三代是1980年至今，代表哲學家有成中英、劉述先、杜維明、霍韜晦、姚新中等[4]

### 三聖
第一代的代表人物梁漱溟、熊十力、馬一浮，合稱新儒家三聖。梁漱溟是文化学者兼社会活动家，熊十力是起于草莽的哲学家，馬一浮是精通经学、佛学与理学的国学大师。

### 八大家
第一代的張君勱和第二代的唐君毅、牟宗三、徐復觀曾聯署發表《為中國文化敬告世界人士宣言》，強調「心性之學」為了解中國文化傳統的基礎。他們與第一代的馮友蘭、熊十力、梁漱溟和第二代的方東美遂有新儒學八大家之美稱。
- 熊十力
- 梁漱溟
- 张君劢：科學與玄學的論戰，是於1923－24年發生在中國學術界的一場關於「科學與人生觀」的學術爭論。參與辯論的學者被分為「科學派」和「玄學派」[a]。
- 冯友兰
- 方东美
- 唐君毅
- 牟宗三
- 徐复观

此外，在1940年代，賀麟曾提出新心學，將黑格爾哲學加入儒家思想之中。

### 關於某些人物是否應該被視為新儒家人士這個問題的爭論
另有观点认为，钱穆及其学生余英时也应被列入新儒家。对于钱穆、方东美、余英时能否列入新儒家，学界颇有不同的看法，余英时不同意把乃师钱穆和他自己划归这一阵营，认定现代新儒家只是具有心学取向的熊十力师徒。而刘述先则赞同广义界定方式，认为余英时不属于新儒家，但钱穆、方东美仍可被認為属于这一阵营。

## 關於對於儒學的分期的不同説法
江剛表示對於儒學的分期對新儒家來説是很重要的，他提到沈有鼎、牟宗三、杜維明、李澤厚及干春松這些學者都對對儒學作出了分期，沈有鼎把中國思想文化分為三期：   第一期是從起初直至秦漢時期，文化上是以孔子為代表的儒家思想，第二期是從魏晉時期直至明清時期，文化上表面上屬於儒家但實際上屬於道家的玄思精神，第三期是現今時期，文化上是在第二期的基礎上對第一期儒家的回歸。
牟宗三提出了三期説：   第一期是從孔孟荀三人到董仲舒，第二期是程顥及程頤二人、朱熹、陸九淵到王陽明，第三期是現今時期。
李澤厚批駁了三期説，他反對新儒家以心性論為道統並此基礎上對儒學發展史作出概括，他提出了四期説：   第一期是先秦時期，以禮樂論為代表，第二期是漢朝時期，以天人論為代表，第三期是宋明理學時期，以心性論為代表，第四期是在心性論所造成的困境的基礎上的，其以所謂的人類學歷史本體論為代表。
江剛表示 儘管干春松沒有明確地作出分期，不過其作品可以衍生出不同於上述説法的另一説法，他表示干春松把孔子與經典之間的關係視為儒學史的一個核心問題。

## 闡釋民主
熊十力闡述了孔子大道之業為真正的民主的思想，認為大同之治，群龍無首，天下人人皆有士君子之行，是最高的民主政治。
蔡仁厚則認為，儒家是從民本到民主。首先，民本是順著「修德愛民」而來。但民主為何一直未能實現？因中國傳統政治有三大問題：一、朝代更替，二、君位繼承，三、宰相地位。與此同時，中國自古政道與治道並未分離。皇帝即代表整個政權，並沒有想出一個法制來安排。因民主政治是屬於「公天下」，而中國社會「家天下」由來已久，故此政權轉移沒有一個制度化。而中國傳統政權轉移只有兩種：一為革命，二為打天下。兩者都屬於非理性。雖然傳統社會有禪讓，但是它並沒有制度化、規範化，故此牟宗三才說中國傳統政治有治道而沒有政道。

## 儒西融通

### 康德哲學
牟宗三的作品《智的直覺與中國哲學》的序言宣稱：
人或可說：你這樣作，是把康德拉入中國的哲學傳統裡，這未必是康德之所願，而你們中國那一套亦未必是康德之所喜。我說：理之所在自有其必然的歸結，不管你願不願；而以康德之特重道德而且善講道德，則中國這一套亦未必非其所樂聞。你以為中國這一套未必是康德之所喜，是因為你不解中國這一套之本義、實義，與深遠義故。假若中國這一套之本義、實義，與深遠義能呈現出來，則我以為真能懂中國儒學者還是康德。

### 實用主義
安樂哲、郝大維等學者認為，儒家應當在中國哲學思維的特殊性中去理解，而不應當附會到西方的思維框架中去。同時，他們又認為儒家學說的內容和關注社群共同生活的约翰杜威民主思想有相通的地方。新儒家學者通過儒家思想和以杜威為代表的美國實用主義的會通，構建出關注社群生活的儒家民主主義。

## 争议

### 對於新儒家理念的質疑
邓晓芒教授与新儒家之間的諍论的持續時間長達三十年。他认为，新儒家要想在当代社会发挥积极的作用，就必须进行深刻的反思和改革，不仅要继承和发扬儒学的优良传统，也要批判和超越儒学的局限和弊端，不仅要尊重和保护中华文化的特色和价值，也要开放和融合世界文化的多样和财富，不仅要坚持和实践儒学的道德和和谐的理想，也要关注和解决儒学的理性和自由的问题。
哲学界探讨了二十世纪新儒学运动的发展，并且质疑它实际上是一场全新的思想运动还是一场主要是回顾性创建的运动。试图回答有关这一新保守主义哲学运动的问题，包括：
- “儒家思想的共同话语使中国和海外的中国学者之间的交叉融合成为可能？”；
- “这种话语在多大程度上超越了地理、政治、文化和意识形态的分歧？”；
- “为什么这么多中国知识分子将儒家思想等同于中国文化认同？”；
- “20世纪90年代儒家在中国和台湾的复兴是否代表了真正的哲学复兴，还是基于政治和文化因素的兴趣复兴？”。

### 與國家宗教之間的關係
新儒家剛出現時，曾經受到許多學者所排斥，但近年新儒家開始受到認可，有學者表示其認為新儒家不應該與所謂的新儒教派被混為一談。

## 抨擊

### 對於新儒家人士的批評意見
學者葛兆光曾經撰文嚴厲地抨擊新儒家，他指責新儒家人士想要令新儒家思想成為人民絶對的宗教信仰等等。白彤东教授則撰文對此作出回擊。
《中国企业家》助理总编辑肖强在一篇文章中區分了港台新儒家所重視的心性儒学和大陆新儒家所重視的政治儒学，他在文章中對大陆新儒家人士作出了批評。

### 被認為無法實現自身理念
學者向達曾經撰文批判新儒家在政治方面上的理念，他聲稱 儒學無法被妥善地應用於現今社會，這與西方法治文化不同。

### 對於相關理論的批駁意見
民主進步黨籍立法委員陳忠信在一篇論文中批駁了新儒家所認可的民主開出論。

## 参見
- 孔教

## 研究書目
- 余英時：《猶記風吹水上鱗：錢穆與現代中國學術》（臺北：三民書局，1991）。
- 李明輝：《當代儒學之自我轉化》（臺北：中央研究院中國文哲研究所，1994）。

## 外部連結
- 葉金山：新儒家要復興中華文化還是要復興印度文化？（原始連結已經失效）
- 葉金山：新儒家是中國哲學的迷霧和絆腳石（原始連結已經失效）